# Кокжар
Кокжар (каз. Көкжар, до 1999 г. — Константиновка) — село в Алакольском районе Жетысуской области Казахстана. Входит в состав Жыландинского сельского округа. Код КАТО — 193455300.

## История и география
Село было основано в 1870 году под названием Константиновка. Расположено практически на границе с Китаем и находится за горным хребтом, он является характерной чертой ландшафта.
В селе находится Жонгар-Алатауский национальный парк. Этот парк является значимым для охраны природы и сохранения разнообразной среды этого региона. Важной особенностью Кокжара являются густые дикорастущие массивы яблони Сиверса. Это является уникальным природным феноменом, так как в других местах эти дикорастущие деревья постепенно исчезают.
По территории села протекает река Тентек.

## Население
В 1999 году население села составляло 384 человека (193 мужчины и 191 женщина). По данным переписи 2009 года, в селе проживало 189 человек (100 мужчин и 89 женщин).
Местные школьники получают образование в бывшем купеческом доме, старинном здании, которому уже более ста лет. Учебные занятия проводятся в две смены, и доступ к интернету ограничен для многих школьников.
Жители Кокжара занимаются преимущественно скотоводством, земледелием и пчеловодством. Этот район славится медом, который получается из местных пасек. Однако отсутствие сотовой связи, качественной питьевой воды, новых школ и больниц оказывает серьезное влияние на жизнь жителей села. 
В течение 30 лет село претерпело значительные изменения и стало вымирающим аулом.